# Ярошенко, Лука Данилович
Лука Данилович Ярошенко (21 апреля (по старому стилю) 1896, Лютенские Млыны, Гадячский уезд, Полтавская губерния, Российская империя — 1995) — советский экономист, работник Госплана СССР.

## Биография
Когда Луке было восемь лет, отец-крестьянин по столыпинской аграрной реформе переселился с семьей в Сибирь.
Участвовал в Гражданской войне на стороне большевиков.
Замечания Ярошенко к учебнику «Политическая экономия» были подвергнуты критике со стороны Сталина в его работе «Экономические проблемы социализма в СССР»:
Тов. Ярошенко думает, что стоит добиться рациональной организации производительных сил, чтобы получить изобилие продуктов и перейти к коммунизму, перейти от формулы: «каждому по труду» к формуле: «каждому по потребностям». Это большое заблуждение, изобличающее полное непонимание законов экономического развития социализма. Тов. Ярошенко слишком просто, по-детски просто представляет условия перехода от социализма к коммунизму. Тов. Ярошенко не понимает, что нельзя добиться ни изобилия продуктов, могущего покрыть все потребности общества, ни перехода к формуле «каждому по потребностям», оставляя в силе такие экономические факты, как колхозно-групповая собственность, товарное обращение и т.п.
Из статьи Геннадия Костырченко в журнале «Родина» (2006, № 2):

Моментально Ярошенко был уволен из Госплана СССР и со строгим выговором по партийной линии отправлен на работу в Иркутск. Правдоискатель попытался опротестовать взыскание, что привело Сталина в бешенство. «Ну что это за сволочь такая! — воскликнул он в сердцах и приказал: — Арестовать его». 
Сидел на Лубянке, в Лефортово, в Бутырках, потом снова на Лубянке. Освобождён после смерти Сталина 26 декабря 1953 года.
Выйдя на пенсию в 1956 году, получал 80 рублей. Ушёл с работы, с его слов, «только потому, что исключили из партии. Без этого работать в соваппарате было невозможно». Когда после XXII съезда КПСС его восстановили в партии, решил уже нигде не работать.
Сын Луки Ярошенко Гелиос был врачом космонавта Германа Титова.